# Zielistka Sternberga

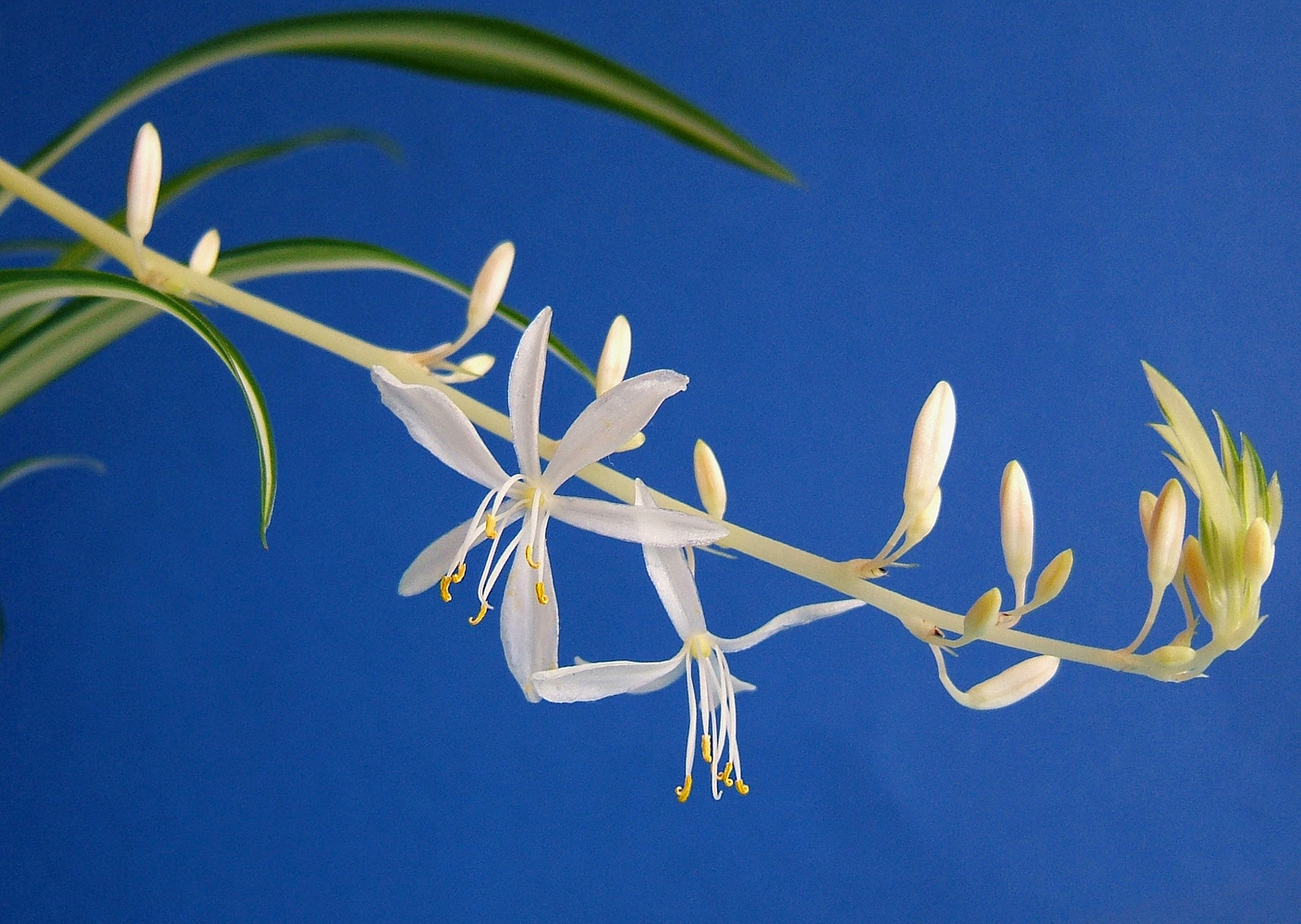
Pęd kwiatowy

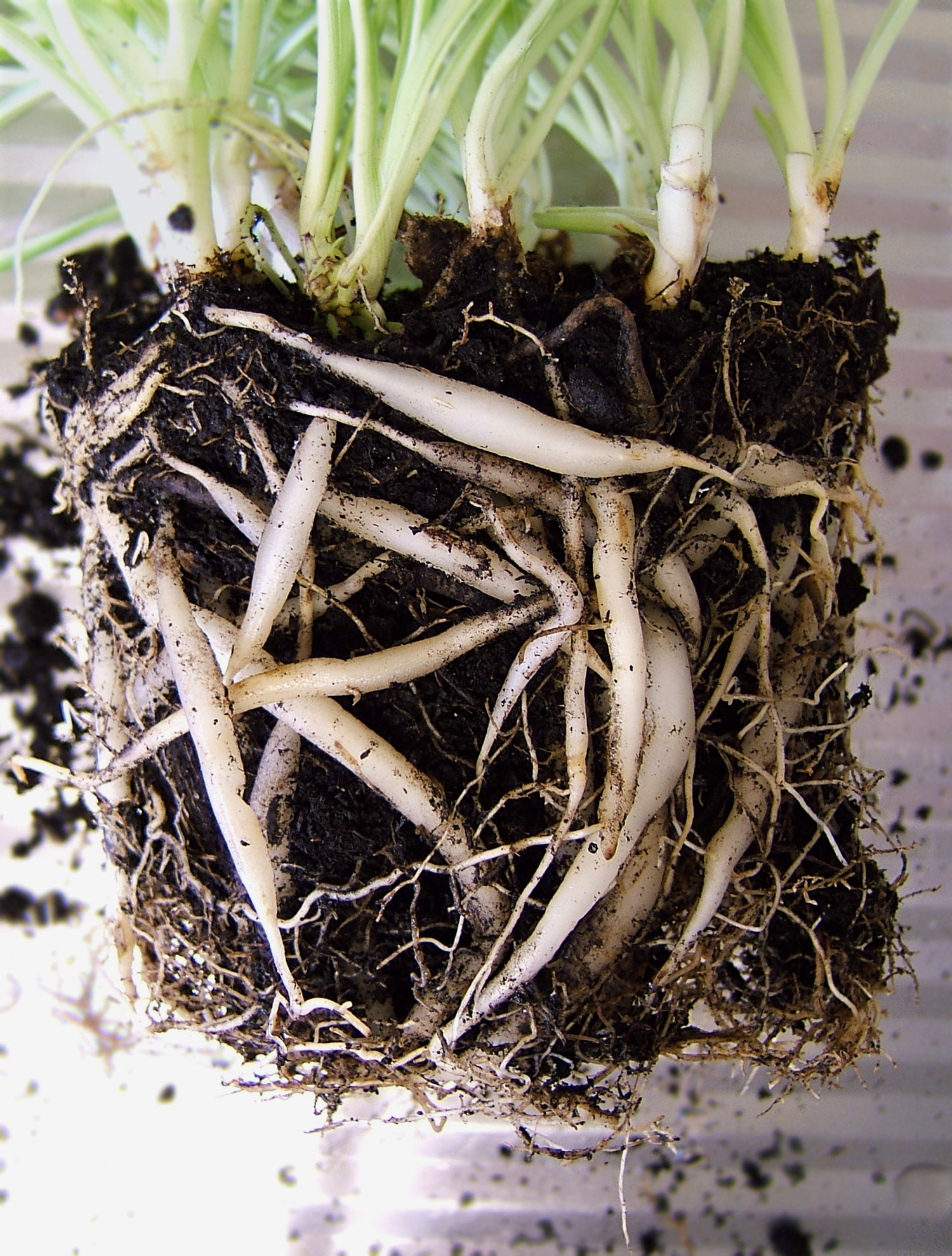
Bulwy korzeniowe

Zielistka Sternberga (Chlorophytum comosum) – gatunek rośliny z rodziny szparagowatych (Asparagaceae s.l.) i podrodziny agawowych. Pochodzi z Afryki Południowej, jest pospolicie uprawiany w wielu krajach świata. W Polsce uprawiany jest głównie jako roślina pokojowa.

## Morfologia
PokrójDobrze wyrośnięta roślina osiąga wysokość i średnicę ok. 45 cm. Wytwarza rozłogi i bulwy korzeniowe.
LiścieDługie i wąskie; mają długość do 50 cm i szerokość do 2,5 cm. U typowej, dziko rosnącej formy są zielone, u uprawianych kultywarów ozdobnych są jasnozielone z szerokim białym paskiem pośrodku, ale u niektórych jest odwrotnie.
ŁodygaDługa, cienka, kremowej barwy, zwisająca łukowato. Na zwieszających się w dół pędach powstają nowe roślinki, które nadają zielistce bardzo dekoracyjny wygląd.
KwiatyNiepokaźne, białe na końcach łodygi. Mają 6 wąskich, białych płatków, 6 pręcików i 1 górny słupek z długą szyjką.

## Zastosowanie
Jest jedną z najczęściej uprawianych roślin ozdobnych. Swoją popularność zawdzięcza zarówno dużym walorom dekoracyjnym (jej jasnozielone liście dobrze komponują się z innymi, ciemniej ubarwionymi roślinami, a zwieszające się z doniczki młode roślinki są efektowne), jak i faktowi, że jest jedną z najłatwiejszych do uprawy roślin pokojowych. W krajach o cieplejszym klimacie jest uprawiana również jako roślina okrywowa (pod drzewami). W Polsce ze względu na klimat uprawiana jest w pojemnikach i przez okres zimy musi przebywać w ogrzewanym pomieszczeniu. Zazwyczaj uprawiana jest w wiszących doniczkach w mieszkaniach, ale przez lato może być wystawiona również na balkony, werandy itp. Przez lato może być też uprawiana na zacienionych rabatach. Nadaje się do uprawy hydroponicznej, dobrze rośnie też nad brzegami oczek wodnych.

## Uprawa
Roślina jest wytrzymała na warunki mieszkaniowe. W mieszkaniu może rosnąć w miejscu zacienionym, ale w miejscu dobrze oświetlonym jest bardziej atrakcyjna, gdyż jej białe paski są wówczas wyraźniejsze i szersze. Wystarcza jej zwykła ziemia kwiatowa. Co najmniej raz w roku należy ją przesadzić do większej doniczki. Podlewa się umiarkowanie. Zielistka jest dość wytrzymała na suszę i nie ginie, jeśli czasami zapomni się ją podlać. Susza stymuluje wytwarzanie większej ilości pędów i rozłogów. Roślinę należy zraszać wodą, przy okazji wystarcza to do usunięcia kurzu z liści. W mieszkaniu można ją uprawiać bardzo długo, jednak zbyt stare egzemplarze stają się nieładne i lepiej jest roślinę co 3-4 lata odnowić. Rozmnaża się łatwo przez ukorzenianie młodych roślinek powstających na zwisających pędach.